# 布氏金翅雀鯛
布氏金翅雀鯛（學名：Chrysiptera bleekeri），又稱布氏刻齒雀鯛，是輻鰭魚綱鱸形目雀鯛科金翅雀鯛屬的其中一種，分布於西太平洋印尼帝汶島、弗洛勒斯島及菲律賓海域，深度3至35公尺，本魚體呈橢圓形而側扁，體色粉紅色至淡藍色，背部及背鰭鮮黃色，背鰭硬棘13枚、背鰭軟條13-14枚、臀鰭硬棘2枚、臀鰭軟條13枚，體長可達8公分，棲息在近海的岩礁區，單獨或成對活動，以浮游生物為食，繁殖期成對出現，雄魚會守護魚卵至孵化，生活習性不明。